# Atlanta Tornado Outbreak
Der Atlanta Tornado Outbreak bezeichnet eine Reihe von Tornado-Verwüstungen in den südlichen US-Staaten Alabama, Georgia sowie South und North Carolina am 14. und 15. März 2008. Die verheerendsten der insgesamt 45 Tornados entstanden in der Region um und in Atlanta, Georgia.

## Der Atlanta-Tornado

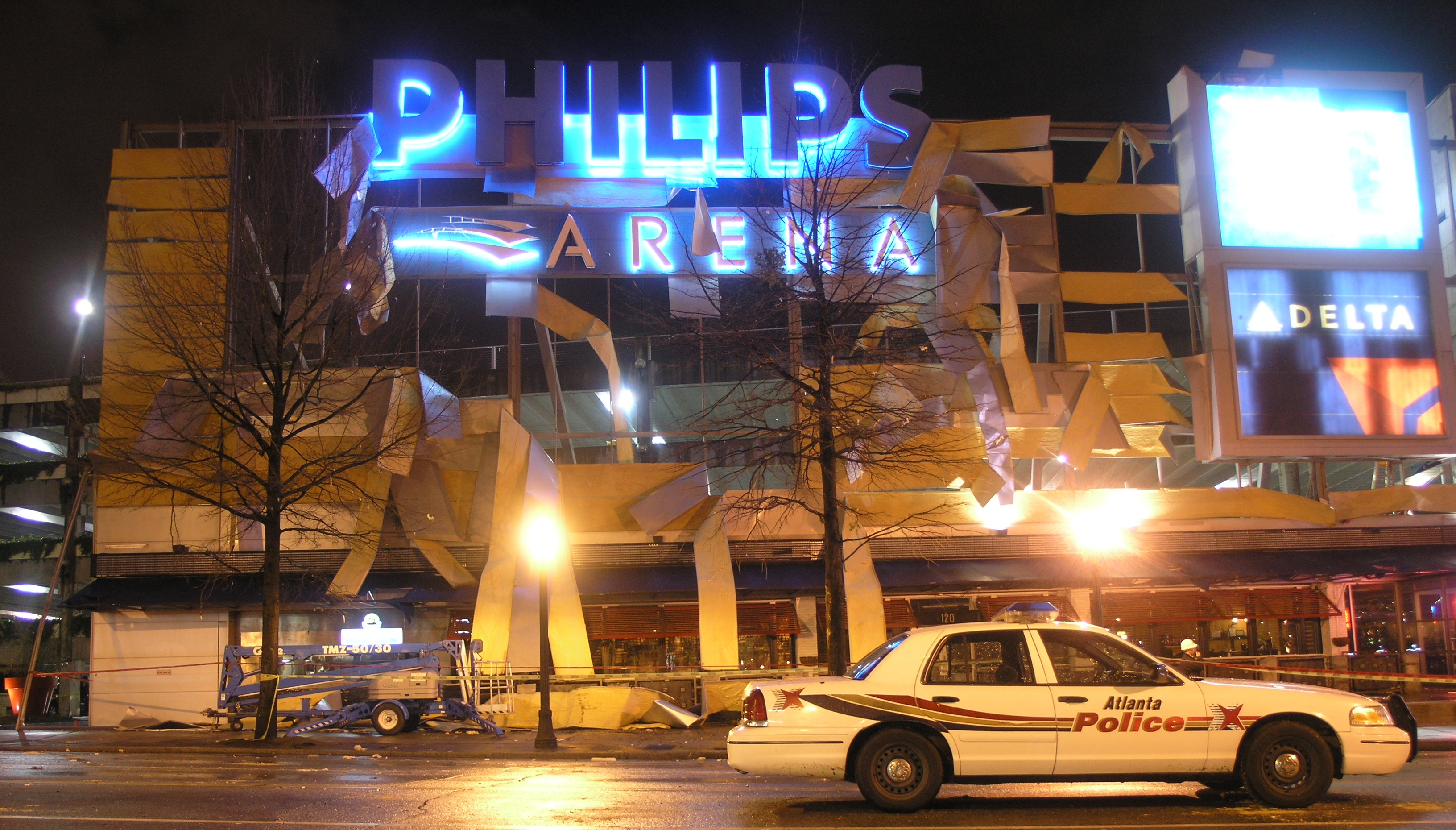
Die Philips Arena am Abend des 14. März nach dem Tornado.

Der zerstörerischste Tornado wütete in der Innenstadt Atlantas und beschädigte auf seinem Weg durch die Stadt viele Gebäude, darunter das CNN Center, den Georgia Dome, das Georgia World Congress Center, die Philips Arena während eines laufenden Basketball-Spiels der Atlanta Hawks und den Friedhof. Ein 45-jähriger Mann starb am 14. März in der Nähe der Innenstadt durch den Tornado. Zwei weitere Menschen starben am 15. März in den Vororten Atlantas.

### Verlauf
Um 21 Uhr EDT gab das Storm Prediction Center eine Unwetterwarnung für die gesamten südlichen US-Staaten von Oklahoma bis Georgia heraus, mit einer 2%igen Wahrscheinlichkeit eines Tornados im Stadtgebiet Atlantas. Eine Tornadowarnung erfolgte um 21:26 Uhr EDT, als sich ein Gewitter zehn Kilometer vor der Stadt befand. Der Wirbelsturm erreichte Vine City mit einer Stärke von EF1 auf der EF-Skala und bewegte sich südsüdöstlich Richtung Cabbagetown und Ost-Atlanta. Er hinterließ eine Schadensschneise mit einer Länge von 9,7 Kilometer und einer Breite von circa 180 Metern. Im Stadtzentrum erreichte er seine maximale Stärke von EF2 auf der Tornado-Skala.

## Weitere Tornados
Am 14. und 15. März bildeten sich in den südlichen US-Staaten 45 Tornados über einen Zeitraum von 21 Stunden und 50 Minuten. Lediglich der Atlanta-Tornado bildete sich am 14. März, die weiteren 44 verwüsteten am 15. März weite Gebiete der Südstaaten. Drei Tornados erreichten die Kategorie EF3 auf der EF-Skala, der erste im Gebiet um Aragon, Georgia. Er beeinflusste die Gebiete Polk County, Floyd County und Bartow County um circa 16:25 Uhr UTC, richtete auf einer Länge von circa 26 Kilometern Schäden an und kostete zwei Menschen das Leben, zwei weitere wurden verletzt. Der zweite EF3-Tornado hatte eine Pfadlänge von 45 Kilometern und verwüstete die Gebiete Newberry County und Richland County in South Carolina. Er bildete sich gegen 20:25 Uhr UTC und verletzte zwei Menschen. Der dritte und letzte EF3-Tornado zerstörte gegen 23:25 Uhr UTC mehrere Gebäude in den Gebieten um Bamberg County und Orangeburg County, South Carolina.